# Hans Flücke
Hans Flücke, auch Hans von Ingelheim, (* vor 1449 in Oberingelheim; † 1492 oder 1493) war ein deutscher Dombaumeister. 1483 bis 1491 arbeitete er als oberster Werkmeister am Bau des Domturms in Frankfurt am Main. Diese Zeit wird heute als Bauphase IV bezeichnet. In der älteren Literatur gilt er als Verfasser des Entwurfes, nach welchem der Domturm beim Wiederaufbau nach dem Dombrand 1867 bis 1880 fertiggestellt wurde. Er gilt damit neben Madern Gerthener und Jakob Bach als der bedeutendste unter den mittelalterlichen Meistern des Domturms.

## Leben und Werk

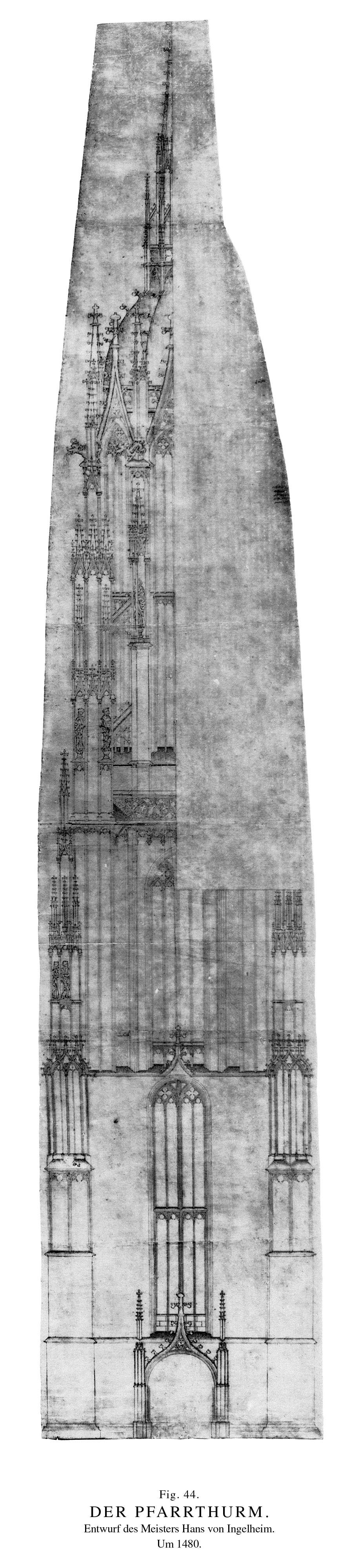
Der Meister Hans Flücke zugeschriebene Entwurf des Pfarrturms

Flücke stammte aus Oberingelheim. Er war ein Verwandter des um 1475 gestorbenen dortigen Pfarrers Peter Flücke, der ihn als Erben einsetzte. Hans Flücke arbeitete 1449 als Lehrling oder Geselle unter Meister Peter von Bingen am Bau der Ingelheimer Kirche, später unter Meister Wilhelm an der Kirche in Kiedrich. 1476 bewarb er sich als Stadtwerkmeister in Frankfurt, kam aber unter den 7 Bewerbern nicht zum Zuge. An seiner Stelle wurde Michael Eseler berufen.
1474 war der 1415 begonnene Bau des Domturms aus Mangel an Geld und Baumaterial in einer Höhe von etwa 42 Metern zum Erliegen gekommen. Erst Anfang der 1480er Jahre bemühten sich das Kapitel des Bartholomäusstiftes und der Rat der Stadt, den Bau wieder aufzunehmen. Als treibende Kraft wird vor allem der Stadtpfarrer Conrad Hensel vermutet. Flücke arbeitete ab 1480 als oberster Werkmann am Bau des Domturms. Im Januar 1483 berief der Rat Matthäus Böblinger aus Ulm als Gutachter, um nach der langen Bauunterbrechung bestehende Zweifel an der Durchführbarkeit zu beseitigen.
Am 7. März 1483 stellte der Rat den Brief aus, mit dem Hans Flücke für die Dauer von 5 Jahren zum Werkmeister bestellt wurde. Sein Jahresgehalt betrug 10 Gulden. Dazu erhielt er, wenn am Turm gebaut wurde, eine tägliche Zulage von 5 Schilling Heller im Sommer und 4 Schilling Heller im Winter. Als sein Parlier wurde Hans von Lich angestellt, der jährlich zwei Gulden sowie eine tägliche Vergütung von 4½ bzw. 3½ Schilling Heller zugesprochen bekam.
Flücke erhielt den Auftrag, die „Gewölbe und den Turmrumpf bis über die Glocken und die auswendigen Strebepfeiler (Tabernakel) bis über den unteren Strebebogen“ fertigzustellen. Er änderte jedoch schon bald die bisherigen Pläne ab; der in den Rissen vorgesehene untere Strebebogen kam niemals zur Ausführung, sondern der Baumeister entschied, nur einen Strebebogen in halber Höhe des Oktogons auszuführen. Überdies ließ er zu Beginn seiner Tätigkeit das Gewölbe des ersten Turmobergeschosses abtragen und neu aufmauern. Um den Bau zu beschleunigen, wurde ein neuer Kran errichtet und die Zahl der Gesellen von zwei auf vier verdoppelt. Bis 1490 erreichte der Bau eine Höhe von 49 Metern bis zum Kaffgesims über dem Strebebogen.
Am 21. Januar 1491 erhielt Flücke seinen Abschiedsbrief. Im Bürgermeisterbuch ist verzeichnet, dass dem Meister Hans von Ingelheim, welcher sich in des Baus Geschäft ehrlich gehalten und mit seinem Willen seinen Abschied genommen, ein gütlicher Abschiedsbrief auszustellen und das Gehalt auszuzahlen sei; die Pläne habe der Meister herauszugeben. Die Gründe für Flückes Abschied sind aus den vorliegenden Dokumenten nicht klar ersichtlich. Der Rat begründete den Abschied offiziell mit Geldmangel. Ein Konflikt des Meisters mit dem Stadtpfarrer Hensel, der ihn von der Kanzel aus heftig angegriffen haben soll, als eigentliche Ursache ist nicht belegt. Allerdings veranlasste der Rat bereits im August 1491 die Ausbesserung des Kranes und beschloss am 23. August 1492, „mit dem Kapitel zu reden hinter dem Pfarrer, wo man moge, das man mit meister Hansen von Ingelnheim uberkomme.“ Wodurch der Konflikt mit dem Stadtpfarrer ausgelöst sein konnte, ist ebenfalls unklar. Vielleicht stand er im Zusammenhang mit Flückes Planänderung, denn unter seinem Nachfolger Nikolaus Queck kamen erneut Zweifel an der Durchführbarkeit des Baus auf. 
Flücke prozessierte 1491 vor dem Ingelheimer Gericht um die Erbschaft des Pfarrers Peter Flücke, verlor jedoch in erster Instanz. Er starb Ende 1492, spätestens Anfang 1493. Seine Witwe Christine heiratete den Steinmetz Niklas Kremer, der im November 1493 Frankfurter Bürger wurde; zwischen Flückes Tod und der Hochzeit müssen nach damaligem Recht mindestens sechs Monate gelegen haben. Flücke hinterließ drei unmündige Kinder, Marx, Ursel und Irmel. Die älteren Söhne Hans und Dietrich befanden sich damals auf Wanderschaft. Eine Tochter Margarethe war mit Heinrich Ofenloch verheiratet, sie wird 1524 als Witwe erwähnt.